# Phil Edwards (surfista)
Phil Edwards (Oceanside, 10 giugno 1938) è un surfista statunitense.
È stato il primo surfista ad affrontare le onde del Banzai Pipeline, e il primo a creare una tavola con la sua firma. Una sua foto è comparsa sulla copertina di Sports Illustrated nel 1966. Edwards ha anche avuto una parte importante nel film di Bruce Brown The Endless Summer, e prima ancora in Surfing Hollow Days, sempre dello stesso regista, che fu la prima ripresa documentata del Banzai Pipeline.